# Morze Szkockie (Szkocja i Irlandia)
Morze Szkockie (ang. Inner Seas off the West Coast of Scotland; Inner Seas; Inner Scottish Sea) - morze u zachodnich wybrzeży Szkocji i północnych wybrzeży Irlandii, obejmuje zespół akwenów od cieśniny The Minch po Kanał Północny. 

## Nazewnictwo
Do niedawna egzonim "Morze Szkockie" zalecany był w polskim nazewnictwie geograficznym dla cieśniny The Minch między Szkocją a Hebrydami. W takim znaczeniu pojawia się on w wykazach Polskie nazewnictwo geograficzne świata z 1959 roku i Polskie nazwy geograficzne świata z 1994 roku. Jednak Komisja Standaryzacji Nazw Geograficznych poza Granicami Rzeczypospolitej Polskiej ustaliła na XLII posiedzeniu w dniu 18 grudnia 2008 r., iż nazwa ta dotyczyć będzie zespołu wód określanych przez Międzynarodową Organizację Hydrograficzną jako Inner Seas off the West Coast of Scotland. Miało to związek z faktem, iż nazwa "Morze Szkockie" w odniesieniu do cieśniny The Minch nie jest stosowana w innych językach. W języku angielskim akwen u zachodnich wybrzeży Szkocji i północnych wybrzeży Irlandii bywa jednak określany jako Inner Scottish Sea ("Szkockie Morze Wewnętrzne").